# Ectyonopsis pluridentata
Ectyonopsis pluridentata är en svampdjursart som först beskrevs av Claude Lévi 1963.  Ectyonopsis pluridentata ingår i släktet Ectyonopsis och familjen Myxillidae. Inga underarter finns listade i Catalogue of Life.